# 光山玉属
光山玉属（学名：Leuchtenbergia）为仙人掌科的一属多浆植物。外形似龙舌兰的幼株，因此国外也称其为“龙舌兰仙人掌”。

## 物种
本属包括以下物种：
- 光山玉 Leuchtenbergia principis Fisch. ex Hook.，光山